# جايلز هاردي
جايلز هاردي (بالإنجليزية: Giles Hardie)‏ هو صحفي وناقد سينمائي أسترالي، ولد في 16 أكتوبر 1975 في ملبورن في أستراليا.

## وصلات خارجية
- جايلز هاردي على موقع IMDb (الإنجليزية)
- جايلز هاردي على موقع روتن توميتوز (الإنجليزية)